# Ivan Kecojević
Ivan Kecojević (in serbo Иван Кецојевић?; Antivari, 10 aprile 1988) è un ex calciatore montenegrino, di ruolo difensore.

## Carriera

### Club
Ha giocato 25 partite nella massima serie turca.

## Palmarès

### Club

#### Competizioni nazionali
- Coppa Svizzera: 2

Zurigo: 2013-2014, 2015-2016
- Challenge League: 1

Zurigo: 2016-2017